# Perućica (wieś)
Perućica (cyr. Перућица) – wieś w Bośni i Hercegowinie, w Republice Serbskiej, w gminie Jezero. W 2013 roku liczyła 71 mieszkańców.